# Igreja da Ordem Terceira de São Francisco (Recife)
A Igreja da Ordem Terceira de São Francisco é um templo católico localizado na cidade do Recife, capital de Pernambuco, Brasil.

## História
A Igreja da Ordem Terceira de São Francisco faz parte do complexo de edifícios do Convento e Igreja de Santo Antônio. Nas suas dependências estão situados a Capela Dourada e o Museu Franciscano de Arte Sacra.